# Ставное

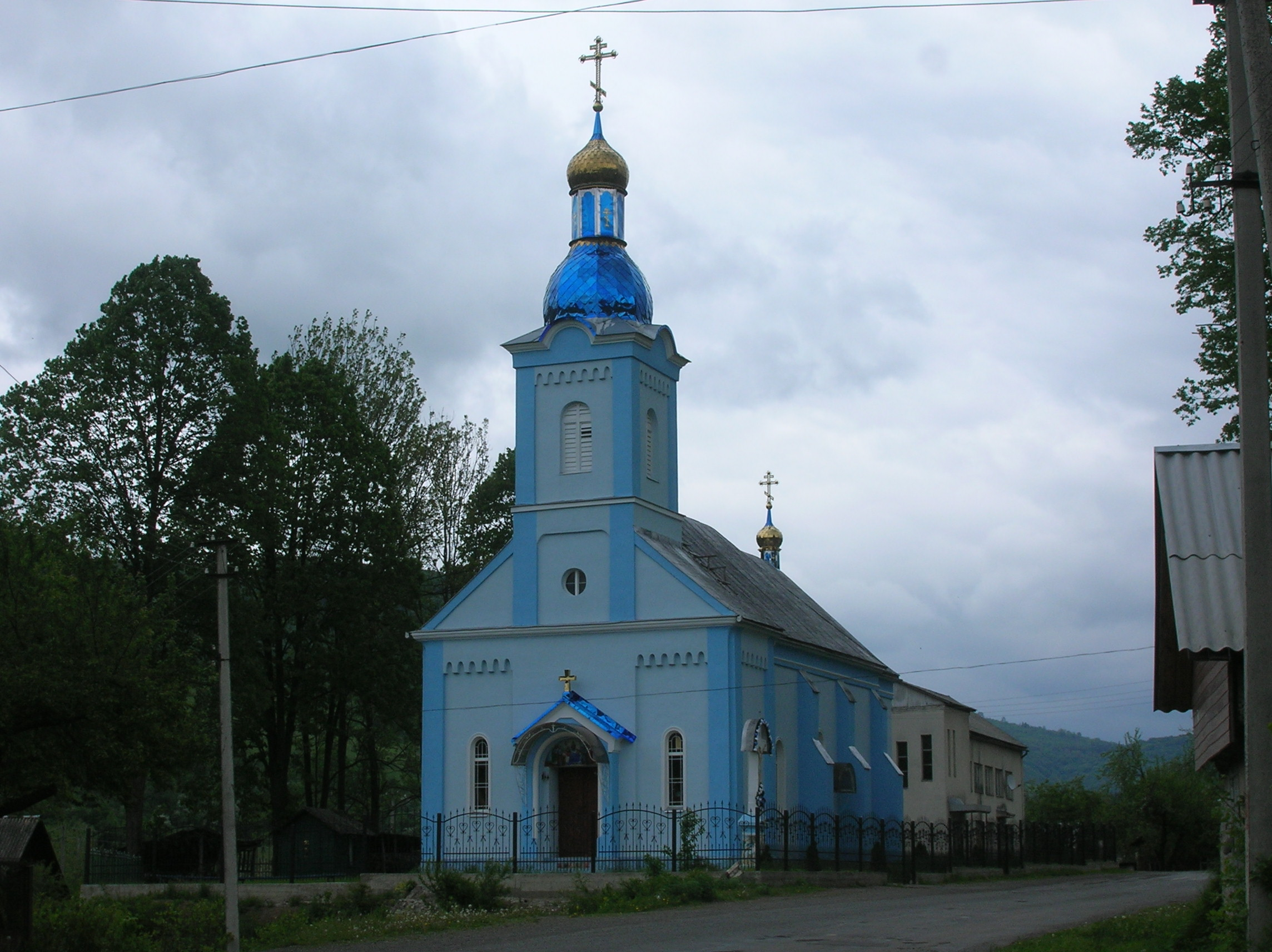
Церковь, Ставное (2012)

Ставно́е (укр. Ставне) — село Ужгородском районе Закарпатской области Украины. Административный центр Ставненской сельской общины. В селе расположена одноимённая железнодорожная станция.
В письменных источниках село упоминается с 1544 года.

## Известные уроженцы
- Сабов, Кирилл Антонович (1838—1914) — русинский педагог, журналист, издатель, редактор, общественный деятель.